# Rönnskär (vid Skinnarvik, Kimitoön)
Rönnskär är en ö i Finland. Den ligger i Skärgårdshavet och i kommunen Kimitoön i den ekonomiska regionen  Åboland i landskapet Egentliga Finland, i den sydvästra delen av landet. Ön ligger omkring 34 kilometer söder om Åbo och omkring 140 kilometer väster om Helsingfors.
Öns area är 3 hektar och dess största längd är 340 meter i nord-sydlig riktning.